# Вэркы-Кэлькы (приток Таза)
Вэркы-Кэлькы (устар. Большой Хэй-Кы) — река в России, протекает по территории Туруханского района Красноярского края. Начинается в озере Перевальное на высоте 103 метра над уровнем моря. Устье реки находится в 1202 км по правому берегу реки Таз на высоте 67 метров. Длина реки составляет 20 км.

## Данные водного реестра
По данным государственного водного реестра России относится к Нижнеобскому бассейновому округу, водохозяйственный участок реки — Таз. Речной бассейн реки — Таз.
Код объекта в государственном водном реестре — 15050000112115300063662.